# 凱莉·費雪
凱莉·費雪（英語：Kelly Fisher，1978年8月25日—），英格蘭花式撞球和斯诺克職業選手，與同國籍艾利森·費雪同姓，由於年紀較小因此被稱為小費雪，封號"快火"。外型打扮前衛，極有個人風格。球風攻守俱佳。為歐美主力球員之一。2011年奪得十號球世界冠軍頭銜，並且在2012年及2019年拿下九號球世界冠軍的頭銜，成就女子花式撞壇第一位獲得九號球、十號球雙料冠軍的選手。
2013成為女子撞壇第一位完成大滿貫的選手。
2012、2013年世界排名第一。

## 比賽成績
- 2007年安麗盃世界女子花式撞球公開賽第五名
- 2008年安麗盃世界女子花式撞球公開賽第十七名
- 2010年安麗盃世界女子花式撞球公開賽4強未晉級
- 2011年安麗盃世界女子花式撞球公開賽前16強第2輪淘汰
- 2012年安麗益之源盃世界女子花式撞球公開賽第5名
- 2012年瀋陽WPA世界女子花式撞球錦標賽冠軍
- 2012年上海WPA中國公開賽女子組冠軍
- 2012年CBSA世界9球密云國際公開賽亞軍
- 2012年WPA世界年度排名第一
- 2013年安麗益之源盃世界女子花式撞球錦標賽冠軍
- 2013年哥倫比亞卡利世界運動會銅牌
- 2013年WPA世界年度排名第一
- 2014年安麗益之源盃世界女子花式撞球公開賽亞軍
- 2014年WPA世界排名第六名
- 2014年WPA大師賽亞軍
- 2015年安麗益之源盃世界女子花式撞球錦標賽第5名
- 2015年WPA世界排名第四名
- 2016中式台球錦標賽亞軍
- 2016年安麗益之源盃世界女子花式撞球錦標賽亞軍
- 2016世界女子九球世錦賽32強
- 2017安麗盃第五名
- 2017黑八錦標賽第五名
- 2017歐洲錦標賽九球金牌
- 2017世界中國九球公開賽第五名
- 2017cbsa柳州九球國際公開賽冠軍
- 2018WPA中國公開賽女子組亞軍
- 2018WPA世界女子花式撞球錦標賽第五名
- 2019年世界女子花式撞球錦標賽冠軍
- 2022年美國伯明罕世界運動會金牌
- 2022世界女子10號球世錦賽季軍

## 特殊事蹟
- 7次歐洲女子司諾克冠軍
- 6次世界女子司諾克冠軍
- 第ㄧ位完成大滿貫的女子選手 (安麗盃、中國公開賽、九號球世錦賽、十號球世錦賽 四大賽冠軍)
- 安麗盃達成最高的15連勝